# (5376) 1990 DD
(5376) 1990 DD es un asteroide perteneciente al cinturón de asteroides, descubierto el 16 de febrero de 1990 por Seiji Ueda y el astrónomo Hiroshi Kaneda desde el Kushiro Marsh Observatory, Hokkaido, Japón.

## Designación y nombre
Designado provisionalmente como 1990 DD.

## Características orbitales
1990 DD está situado a una distancia media del Sol de 2,413 ua, pudiendo alejarse hasta 2,838 ua y acercarse hasta 1,987 ua. Su excentricidad es 0,176 y la inclinación orbital 12,45 grados. Emplea 1369,14 días en completar una órbita alrededor del Sol.

## Características físicas
La magnitud absoluta de 1990 DD es 13,3. Tiene 8,943 km de diámetro y su albedo se estima en 0,139. 